# サンマリーンながの
サンマリーンながの（英語: SunMarine Nagano）は、長野県長野市にある、屋内温水プールを主とした総合レクリエーション施設。

## 概要

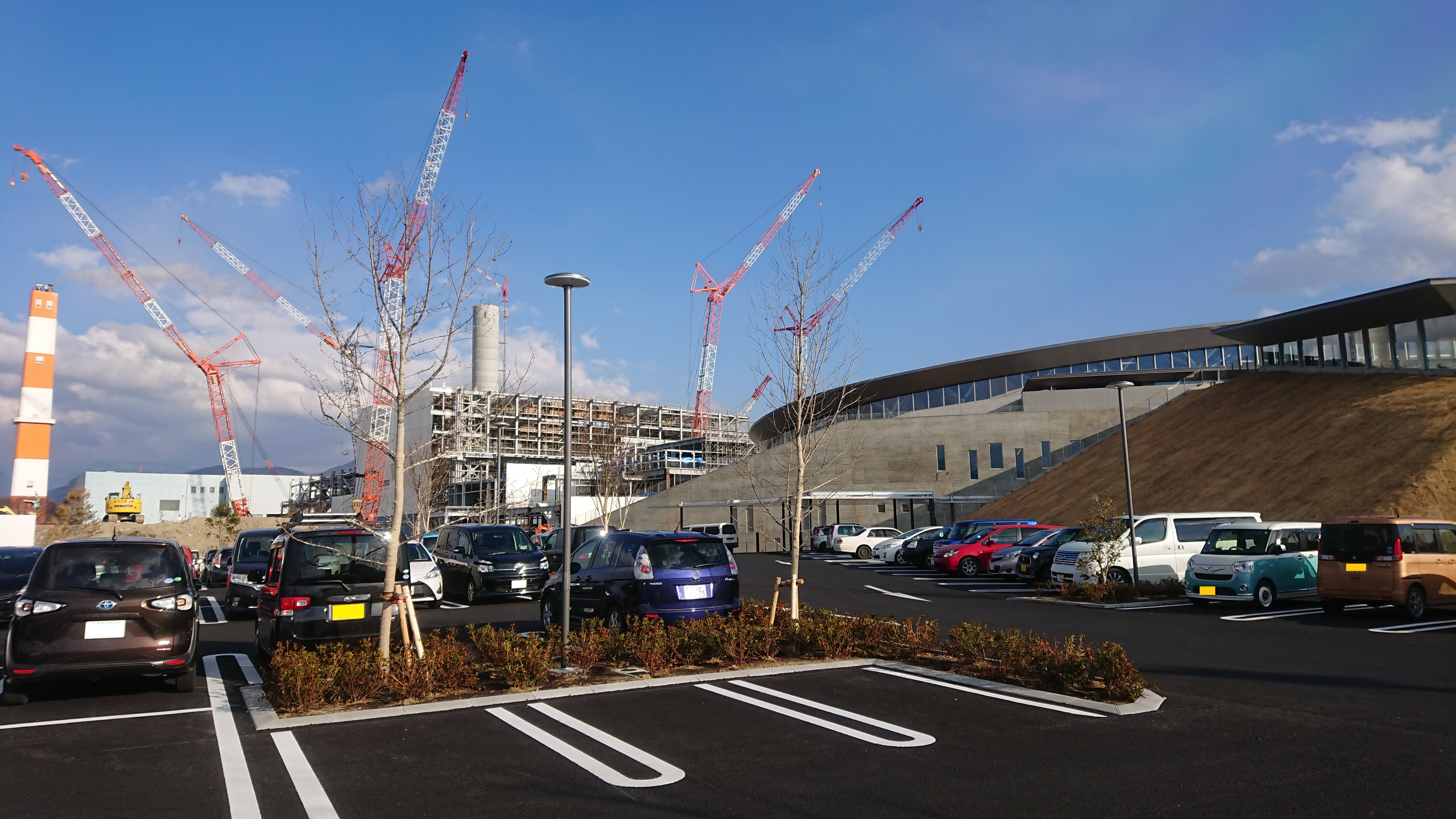
写真奥が現在の長野市資源再生センター（旧長野市清掃センター）で、その手前の旧サンマリーンながの跡地に現在のながの環境エネルギーセンターを建設中（2018年3月）

犀川左岸に立地するながの環境エネルギーセンターに隣接しており、その焼却施設の排熱を熱源にしている。なお、同センター焼却施設の熱は他にも大豆島老人憩いの家などに送られている。
愛称の『サンマリーン』は、「海を持たない長野に太陽の輝く海を」という願いによるもの。
現在の施設は長野市清掃センター（現長野市資源再生センター）の建て替えにあわせて新築された2代目で、2018年（平成30年）から供用されている。なお、建て替えにあわせて命名権募集がされたが、結果的に以前と同じ愛称のまま再開館している。

### 沿革
- 1985年（昭和60年）10月 - 長野市総合レクリエーションセンター開館。愛称を「サンマリーンながの」とする。
- 2006年（平成18年）4月1日 - 社団法人長野市開発公社が指定管理者となる。
- 2014年（平成26年）3月31日 - 建て替えのため閉館。
- 2018年（平成30年）1月1日 - 日本水泳振興会・NTTファシリティーズ共同事業体が指定管理者となる[4]。
- 2018年（平成30年）3月1日 - 隣接地に新築し、長野市営健康レクリエーションセンターとして再開館。愛称は変わらず「サンマリーンながの」とする。

## 施設

### プール
- 流水プール（全長181.5m）
- スライダープール
  - 浮き輪スライダー（80.3m）
  - ボディスライダー（42.5m）
- 造波プール・入り江のエリア
- 幼児プール
- 競泳プール（25m 6コース）
- ウォーキングプール
- 展望ジャグジー

### 健康施設
- トレーニングルーム
- スタジオ
- 温浴施設
  - 大浴場・打たせ湯・露天風呂など
- 屋内運動場

### 休憩施設
- 食堂・大広間
- 和室（4室）

## 営業内容
- 開館時間
  - 7月〜9月 - 9:00〜20:45
  - 10月〜6月
平日 - 13:00〜20:45
土休日 - 9:00〜20:45
- 休館日 - なし

## アクセス
- JR・長野電鉄長野駅よりアルピコ交通（川中島バス） 21 日赤線「サンマリーン」下車
  - 停留所は構内に設けられている。早朝・夜間はこの構内停留所を経由しないが、直前の「松岡南」バス停が道路を挟んで向かい側に存在する。
- 駐車場 328台